# Sony Xperia U
Sony Xperia U ST25i (ST25a ở thị trường Hoa Kỳ), có tên mã Kumquat trong quá trình phát triển, là một chiếc điện thoại thông minh chạy hệ điều hành Android từ Sony. Nó được ra mắt tại Triển lãm di động toàn cầu 2012 tổ chức ở Barcelona, và nó là chiếc điện thoại thông minh mang thương hiệu Sony thứ hai sau khi Sony mua lại cổ phần của Ericsson trong Sony Ericsson vào tháng 2 năm 2012. Xperia U có một màn hình cảm ứng 3.5-inch (88.9 mm) với công nghệ BRAVIA engine tối ưu hoá hình ảnh, một vi xử lý 1 GHz lõi kép, một máy ảnh sau 5 mega-pixel, máy ảnh trước 0.3 mega-pixel, 512 MB RAM, và 8 GB bộ nhớ trong. Thanh ở phía dưới của điện thoại có thể được thay đổi. Điện thoại được đi kèm với 4 thanh: hồng, trắng, vàng và đen.

## Phát triển
Nó đã được tiết lộ vào cuối năm 2011 rằng Sony Ericsson đang làm việc với mẫu điện thoại ST25i, và vào 20 tháng 2 năm 2012 với một hình ảnh của chiếc điện thoại đang trong quá trình phát triển, có tên mã là kumquat đã bị rò rỉ. Vào 23 tháng 2, tên của nó được tiết lộ là Sony Xperia U. Đây là một trong những điện thoại đầu tiên không còn mang thương hiệu Sony Ericsson sau khi Sony mua lại hết cổ phần của Ericsson Mobile Communications và đổi tên thương hiệu thành Sony Mobile Communications.
Chiếc điện thoại được giới thiệu ở Barcelona vào 28 tháng 2 năm 2012 trước Triển lãm di động toàn cầu, tại Anh vào tháng 3 năm 2012 và được ra mắt toàn cầu vào 15 tháng 5 năm 2012.

## Phần cứng
Màn hình cảm ứng điện dung có kích thước 3.5 inch với độ phân giải 854 &multiply; 480 và mật độ điểm ảnh 280 pixels/inch. Nó hỗ trợ cảm ứng đa điểm: lên tới 4 ngón, với tính năng High Definition Reality Display và mobile BRAVIA engine từ Sony, và có khả năng hiển thị 16,777,216 màu. Máy ảnh có độ phân giải 5 megapixels và khả năng quay phim độ phân giải cao 720p. Máy ảnh trước có độ phân giải 0.3 megapixel. Thiết bị có vi xử lý STE Nova Thor U8500 1 GHz lõi kép, 512 MB RAM, GPU Mali-400, 8 GB bộ nhớ trong (4 GB có sẵn cho người dùng) và cổng kết nối micro-USB hỗ trợ USB-OTG.

## Phần mềm
Xperia U ra mắt với phiên bản Android 2.3.7 Gingerbread, nhưng vào 28 tháng 9 năm 2012. Sony ra mắt bản cập nhật Android 4.0.4 Ice Cream Sandwich. Người dùng có thể chọn giữ lại phiên bản Gingerbread, hoặc sử dụng Sony PC Companion hoặc Bridge for Mac, họ có thể cập nhật lên phiên bản Ice Cream Sandwich; tuy nhiên việc hạ cấp xuống Gingerbread không được hỗ trợ. Xperia U được tích hợp hoàn toàn với Facebook và đi kèm giao diện Timescape UI của Sony. Nó được kết nối tới Sony Entertainment Network, cho phép người dùng truy cập Music & Video Unlimited ở một số nơi trên thế giới. Sony Xperia U cũng được chứng nhận DLNA. Vào 17 tháng 12 năm 2012 Sony xác nhận rằng Xperia U sẽ không được cập nhật lên phiên bản Android Jelly Bean 4.1 do phần cứng không tương thích. Sony sau đó thông báo rằng Xperia U không được cập nhật do bộ nhớ RAM không đủ..

## Thiết kế
Hơn 95% mặt trước của Xperia U là phần hiển thị, và mặt sau có thiết kế cong nhẹ để sử dụng thoải mái như trên Xperia S và Xperia P. Nó có một dải đèn sáng trong suốt ở phía dưới sẽ sáng lên khi người dùng nhấn vào một nút, hoặc khi xem ảnh hay chơi nhạc thì đèn sẽ sáng theo tông màu chủ đạo của ảnh. Phần phía dưới dải đèn có thể thay thế.

## Sự đón nhận
Xperia U được đón nhận với những phản hồi tích cực từ các nhà phê bình khi một số người gọi nó là phiên bản thu nhỏ của Xperia P và Xperia S. Các nhà phê bình khen Xperia U ở một vài tính năng, như vi xử lý lõi kép, màn hình chất lượng cao, và máy ảnh 5 megapixel, nhưng lại chỉ trích dung lượng bộ nhớ trong ít và không được cài sẵn Android Ice Cream Sandwich. Natasha Lomas từ CNET cho điện thoại này điểm 4 trên 5, nói rằng "đối với những người yêu quý Android đang tìm một điện thoại thông minh hợp túi tiền với những ứng dụng và lướt web tốt, Xperia U hoàn toàn xứng đáng. Nó hoàn toàn hợp túi tiền và đẹp mắt, các nút bấm dễ thương và - để chứng tỏ rằng bạn không quá đòi hỏi nó - fleet of foot."

## Bộ nhớ
Sony Xperia U có bộ nhớ trong dung lượng 8 GB và 4 GB dung lượng bộ nhớ trong có thể truy cập được.